# RheinEnergieStadion
RheinEnergieStadion je stadion u njemačkom gradu Kölnu. Izgrađen je 1923. Na njemu svoje domaće utakmice igra nogometni klub Köln. Kapaciteta je 46 134 sjedećih mjesta. Ako se sjedećim mjestima pribroje i stajaća mjesta tada ovaj stadion ima kapacitet od 50 374 gledatelja.
Bio je jedan od stadiona domaćina Svjetskome nogometnome prvenstvu, koje se 2006. održalo u Njemačkoj.